# Eopenthes basalis
Eopenthes basalis är en skalbaggsart som beskrevs av Sharp 1885. Eopenthes basalis ingår i släktet Eopenthes och familjen knäppare. Inga underarter finns listade i Catalogue of Life.